# بنوت پایین
بنوت پایین(چغامیش)، روستایی از توابع بخش چغامیش شهرستان دزفول در استان خوزستان ایران است.

## مردم
مردم روستا لرزبان و از ایل بختیاری شاخه چهارلنگ می باشند.

## جمعیت
این روستا در دهستان چغامیش قرار دارد و براساس سرشماری مرکز آمار ایران در سال ۱۳۸۵، جمعیت آن ۴۴۰ نفر (۸۹خانوار) بوده‌است.
شغل اکثر مردم این شهر کشاورزی و دامپروری می‌باشد
روستای بنوب پایین یکی از قدیمی‌ترین روستاهای بخش چغامیش به‌شمار می‌آید
در این روستا می‌توان به وجود کارخانه آسیاب گندم و جو و وجود کورده‌های آجرپزی نیز اشاره نمود